# Дромахэр
Дромахэр (Дромахэр; англ. Dromahair; ирл. Droim dhá Thiar) — деревня в Ирландии, находится в графстве Литрим (провинция Коннахт).
Деревню регулярно для встреч с приходским священником посещал Йейтс. Он ссылается на этого священника в стихотворении «The old priest Peter Gilligan», а на Дромахэр — в стихотворении «The man who dreamed of Faeryland»:
```
He stood among a crowd at Dromahair
His heart hung all upon a silken dress
And he had known at last some tenderness
Before earth took him to her stony care...
```

## Демография
Население — 503 человека (по переписи 2006 года). В 2002 году население составляло 312 человек.
Данные переписи 2006 года:
| Общие демографические показатели |               |                               |                               |      |      |
| Всё население                    | Всё население | Изменения населения 2002—2006 | Изменения населения 2002—2006 | 2006 | 2006 |
| 2002                             | 2006          | чел.                          | %                             | муж. | жен. |
| 312                              | 503           | 191                           | 61,2                          | 244  | 259  |